# John King Davis
John King Davis, né le 19 février 1884 en Angleterre et mort le 8 mai 1967 à Toorak, est un explorateur et navigateur australien notable pour son travail d'exploration dans l'océan Antarctique, ainsi que pour l'établissement de stations météorologiques sur l'île Macquarie et sur l'île Willis dans la mer de Corail.

## Biographie
Davis participa à l'expédition Nimrod de Sir Ernest Shackleton comme officier sur le Nimrod puis l'expédition antarctique australasienne de Sir Douglas Mawson comme officier sur l’Aurora. il fut également capitaine du RRS Discovery lors de l'expédition BANZARE en 1929 et 1930.
Davis a été le Directeur de la navigation pour l'Australie (Commonwealth) de 1920 à 1949. C'est au début de cette période, il s'est porté volontaire pour mettre en place la station météorologique et de surveillance des cyclones de l'île Willis.
Il a été président de la Royal Society of Victoria en 1945 et 1946, tout en étant un membre de la Royal Geographical Society.

## Œuvres
Il a notamment publié :
- With the Aurora in the Antarctic (1919),
- Willis Island: a storm-warning station in the Coral Sea (1921)
- Trial by Ice. The Antarctic Journals of John King Davis (1997, de manière posthume par Louise Crossley).

## Hommages
- Établie en 1957, la base antarctique Davis dans l'Antarctique est nommé d'après lui.
- L'île Davis dans l'archipel François-Joseph a été nommée en son honneur.